# Valerie Nichol
Valerie Nichol (ur. 29 kwietnia 1994 w Normal) – amerykańska siatkarka, grająca na pozycji rozgrywającej. Od sezonu 2019/2020 występuje w niemieckiej drużynie SC Potsdam.

## Sukcesy klubowe
Mistrzostwo Niemiec:
- 2016, 2017[1]

Superpuchar Niemiec:
- 2016[2]

Puchar Niemiec:
- 2017[3]